# Yechezkel Levenstein
Yechezkel (HaLevi) Levenstein, connu comme Reb Chatzkel (né en 1885 à Varsovie, en Pologne et mort le 12 mars 1974 à Bnei Brak, en Israël) est un rabbin orthodoxe israélien d'origine polonaise, qui est le Mashgia'h Rou'hani (guide spirituel) de la yechiva de Mir, à Mir, en Biélorussie, qui accompagne la Yechiva en exil en Lituanie puis à Shanghai, en Chine, durant l'invasion de la Pologne par les nazis durant la Seconde Guerre mondiale. Il continue son œuvre après la guerre, en Israël.

## Biographie
Yechezkel Levenstein est né en 1885 à Varsovie, en Pologne. Il est le fils de Yehuda Levenstein et de Zlata Malka Meisner (-28 novembre 1889, à Varsovie en Pologne). Il a une sœur, Bajla Mindla Gachcajt>.
Il épouse Chaya Levenstein. Ils ont 2 filles: Zlata Malka Ginsburg (5 mars 1914, Kelmė, Lituanie-juin 2004) et Yocheved Ginsburg.

### Jeunesse
Il n'a que cinq ans lorsque sa mère Zlata Malka Levenstein meurt. Son père, Yehuda Levenstein, se remarie.

### Études
Yechezkel Levenstein étudie pendant deux ans et demi à la yechiva de Łomża, à Łomża, en Pologne où l'étude du Moussar est importante. Il va ensuite étudier à la yechiva de Radoun, à Radoun, en Biélorussie, sous la direction du Hofetz Haïm et du rabbin Yeruchom Levovitz. Il continue plus tard ses études à Kelmė, en Lituanie.

## Œuvres
- (he) Or Yechezkel (7 volumes) (Moussar)